# Peter Stahlecker
Peter Stahlecker (* 1949) ist ein deutscher Wirtschaftswissenschaftler. Er war Inhaber des Lehrstuhls für Ökonometrie am Institut für Statistik und Ökonometrie der Universität Hamburg.

## Leben
Peter Stahlecker promovierte 1982 an der Gottfried Wilhelm Leibniz Universität Hannover. Das Thema seiner Dissertation lautete Konzentration und gesamtwirtschaftliche Stabilität. Eine theoretische und empirische Analyse.
1986 erlangte er die Habilitation, ebenfalls an der Universität Hannover. Seine Habilitationsschrift trug den Titel A-priori-Information und Minimax-Schätzung im linearen Regressionsmodell. Ansätze zur Integration von Ökonometrie und Wirtschaftstheorie. Von 1986 bis 1990 war Stahlecker Professor für Volkswirtschaftstheorie an der Johannes Gutenberg-Universität Mainz. Von 1990 bis 1993 übernahm er die Professur für Volkswirtschaftstheorie an der Carl von Ossietzky Universität Oldenburg.
Ab 1993 war Peter Stahlecker Professor für Ökonometrie am Fachbereich Betriebswirtschaftslehre (BWL) der Universität Hamburg. 2015 ging er in den Ruhestand.
Seine Lehrtätigkeit an der Universität Hamburg umfasste die Gebiete Einführung in die Ökonometrie, Ökonometrie für Fortgeschrittene, Seminar zur Ökonometrie, Neuere Entwicklungen in der Ökonometrie, Allokationstheorie und Wettbewerb, Ökonomik bei Unsicherheit, Seminar zur Wirtschaftstheorie, Optimierung und ökonomische Analyse sowie Grundstudium Mathematik.

## Forschungsschwerpunkte
Seine aktuellen Forschungsschwerpunkte sind Prognose- und Schätzmethoden bei Vorinformation, Entscheidungstheorie und unscharfe Mengen sowie empirische Wirtschaftsforschung.

## Schriften (Auswahl)
- Konzentration und gesamtwirtschaftliche Stabilität. Eine theoretische und empirische Analyse, Lang Verlag, Frankfurt am Main 1984, ISBN 3-8204-5318-0 (Zugleich: Universität Hannover, Dissertation, 1982)
- Peter Stahlecker / Eckhardt Wohlers (Hrsg.): European firms' financial structure. Empirical results and macroeconomic consequences, Lucius und Lucius Verlag, Stuttgart 2001, ISBN 3-8282-0197-0
- Peter Stahlecker / Nils Hauenschild / Markus Klintworth: Optimierung und ökonomische Analyse, Springer-Lehrbuch, Springer Verlag, Berlin / Heidelberg 2003, ISBN 3-540-43500-X